# Donja Trnova
Donja Trnova (en serbe cyrillique : Доња Трнова) est un village de Bosnie-Herzégovine. Il est situé dans la municipalité d'Ugljevik et dans la république serbe de Bosnie. Selon les premiers résultats du recensement bosnien de 2013, il compte 1 276 habitants.
Donja Trnova constitue un ensemble administratif avec Gornja Trnova et Srednja Trnova.

## Histoire
Pendant la Seconde Guerre mondiale, Donja Trnova a été un des hauts lieux de la résistance des Partisans communistes de Tito, qui réussirent même à libérer le village et en firent un refuge et une base d'action. L'hôpital de la 6e Brigade de choc de Bosnie orientale y était situé. En 1942, les Partisans de Syrmie, après avoir traversé la Save, vinrent s'y réfugier. Les Première et Deuxième brigades de choc de Voïvodine se rassemblèrent au monastère de Tavna, non loin de Donja Trnova.
Pendant la guerre, le village fut brûlé à quatre reprises. En avril 1944, la 13e division de montagne de la Waffen SS Handschar lui causa les dommages les plus importants.
En 1952, pour commémorer ces événements, un monument a été érigé à Donja Trnova en l'honneur des combattants de Syrmie et de Bosnie orientale.

## Démographie

### Répartition de la population par nationalités (1991)
En 1991, le village comptait 1 491 habitants, répartis de la manière suivante :

## Personnalités
- Petar Đurković (1908-1981), astronome serbe
- Milan Jović (1951-1993), combattant de l'Armée de la république serbe de Bosnie